# NGC 2314
NGC 2314 je galaksija u zviježđu Žirafi.

## Vanjske poveznice
- SEDS: NGC 2314